# 杜尚·茨韦特科维奇
杜尚·茨韦特科维奇（1924年—？），克罗地亚男子足球运动员。他曾入选1952年夏季奥运会南斯拉夫男子足球队名单，但并未上场参赛。